# François Mingaud
François Mingaud (auch Mingot, Mengaud, Minguad oder einfach nur M. Mingaud; * 4. Januar 1771 in Le Cailar, Nîmes, Frankreich; † 23. Dezember 1847 in Rotterdam, Niederlande) war ein französischer Karambolagespieler. Er gilt als Erfinder der Pomeranze, der  ledernen Spitze des Billard-Queues.

## Karriere
Wegen offener Kritik an der Napoleonischen Armee wurde Mingaud zu einer Gefängnisstrafe verurteilt. Nach seiner Entlassung aus der Bastille 1807 begann er seine Erfindung und die „Drall-Technik“ (Effet) des Spielballs in Paris zu demonstrieren. Diese Vorführungen führten stellenweise zu extremem Entsetzen bei den Zuschauern. Die unerklärlichen Verhaltensweisen des Balls nach dem Auftreffen auf den Objektball oder die Bande erzeugten beim Publikum das Gefühl, dass der Ball „vom Teufel besessen“ sei und deshalb beschlagnahmt werden sollte. Mingaud wird auch die Entdeckung des Masséstoßes zugeschrieben. Dabei wird das Hinterteil des Queues vertikal so weit angehoben, dass dieser fast senkrecht auf den Spielball trifft.

## Persönliches
Mingaud wurde 1771 in Le Cailar nahe Nîmes im Département Gard in Frankreich geboren. Unter der Herrschaft Napoleons meldete er sich zur Armee und diente dort im Rang eines „Capitaine“ (Hauptmann).
1807, nach seiner Entlassung aus dem Gefängnis Bastille bereiste er Frankreich und Europa um sein „Trick Shot“-Können vorzuführen.
Im Jahr 1822 ließ sich Mingaud in der Hoogstraat in Rotterdam nieder und 1825, mit 54 Jahren, heiratete er erneut.

## Billard
Mingaud wurde wegen offener Kritik an Napoleons Armee zu einer Gefängnisstrafe verurteilt. In der Bastille hatte er Zugang zu einem Billardtisch und studierte das Billardspiel. Zu dieser Zeit waren die Queues noch reine Holzstöcke und es war unmöglich den Bällen ein Effet zu geben. Ein Bruch an der Spitze seines Queues brachte Mingaud auf die Idee ihn mit einem Stück Leder seines Schuhs zu flicken. Der Vorläufer der heutigen Pomeranze war geboren. Es wird zwar vermutet, dass schon vorher Menschen  Leder um ihren Queue banden, nachgewiesen ist das aber erst seit Minguad. Als erster perfektionierte er auch das Effet und die entsprechende Spieltechnik.
Seit 1790 verringerte die neue Praxis der Abrundung der Queuespitze das Abrutschen beim Stoß. Einige Publikationen schreiben Mingaud nicht nur die Erfindung der Pomeranze zu, sondern ebenso das Abrunden Trotzdem blieb die „Triff-oder-Verfehl-Angelegenheit“ weiterhin Bestandteil des Spiels. Bis dahin war noch keine Feinjustierung möglich, und Fehlstöße „unvermeidbar, wo Hartholz auf rutschiges Elfenbein trifft“. Die Anwendung von Effet (manchmal auch Drehung oder „English“, besonders in Nordamerika, genannt) war zu der Zeit eine noch unbekannte Form der Spielkunst.

### Einfluss auf das Spiel
1807 begann Mingaud damit seine Erfindung und Spieltechniken in den Cafés von Paris zu demonstrieren. Er entwickelte ein Repertoire von 40 Stößen, darunter solche wie: Streifstöße, Seitendrall, Rück- und Nachläufer sowie den Masséstoß. Die Stammgäste der Cafés waren höchst erstaunt über die Ballkontrolle und -manipulation. So etwas hatte man vorher noch nie gesehen und sich nicht vorstellen können. Binnen kürzester Zeit wurde Mingauds Pomeranze zur Norm und es kam rasch zu weiteren Verbesserungen. Die Weiterentwicklung des Spiels verlief dazu parallel. 1823 wurde die Pomeranze aus Europa in die USA gebracht und dort dem Publikum vorgestellt. Ihr Ruhm war ihr bereits vorausgeeilt und es gab schon einige inländische Marken. Kurz nach Einführung der Pomeranzen in Frankreich, die massive Manipulation durch Drall (Effet) ermöglichte, wurden sie immer populärer. Nach und nach wurde deshalb das Punktesystem der bis dahin geltenden „Fehlstöße“ oder Taschen abgeschafft.

„How astonished were the billiard players and the billiard table manufacturers of Mingaud's day, by the results of his invention! … When the independent amateurs of Paris saw the practical operation of Mingaud's discovery—when they saw the ordinary laws of motion apparently reversed in obedience to the whim of the person wielding the (then modern) cue—when they saw him, with a perfect mastery of his own ball, sometimes force it to describe a curve around a hat placed in the middle of the board—sometimes compel it to make angles diametrically opposed to the ordinary laws as hitherto expounded and believed—when they saw the same ball apparently possessing scarce enough force to arrive at a cushion, suddenly gather strength at the moment of impact, and fly off with increasing velocity. When they saw these things, we say, it seemed to them like magic, and it was lucky for Mingaud that the statutes against sorcery had been repealed before his day.“

„Wie erstaunt waren die Billardspieler und die Billardtischhersteller von Mingauds Werk, durch das Resultat seiner Erfindung! … Als die unabhängigen Amateure von Paris die praktische Umsetzung von Mingauds Entdeckung sahen – als sie sahen wie die üblichen Gesetzmäßigkeiten der Bewegung aufgehoben schienen und offenbar ihm gegenüber nach Lust und Laune gehorchten – als sie ihn sahen, mit seiner perfekten Beherrschung seines Balls, wie er ihn manchmal zwang eine Kurve um einen Hut, der in der Mitte der Platte stand, zu beschreiben – manchmal einen Winkel diametral zu den üblichen Gesetzen zu beschreiben, ganz im Gegensatz zu den bisher dargelegten und angenommenen Gesetzmäßigkeiten – als sie den gleichen Ball sahen, der anscheinend gerade genug Kraft besaß um die Bande zu berühren und im Moment der Aufpralls Kraft zu sammeln schien um danach mit zunehmender Geschwindigkeit davonflog. Als sie diese Dinge sahen, sagen wir, es schien ihnen wie ein Zauber und es war Mingauds Glück, dass die Satzung gegen Zauberei vor seiner Zeit aufgehoben worden war.“

### Reputation
Mingauds Reputation wuchs schnell und bald war er bekannt als „Der große Meister des Spiels“. 1893  schrieb John Roberts in seinem Buch Roberts on Billiards:

“A few years later (after 1807) he became known as the great master of the game. He could nurse a break, screw, and cause his ball to follow with the utmost nicety and certainty.”

„Einige Jahre später (nach 1807) war er als großer Meister des Spiels bekannt. Er beherrschte das Positionsspiel, den Drall (Effet) und konnte den Ball mit äußerster Feinheit und Sicherheit führen.“

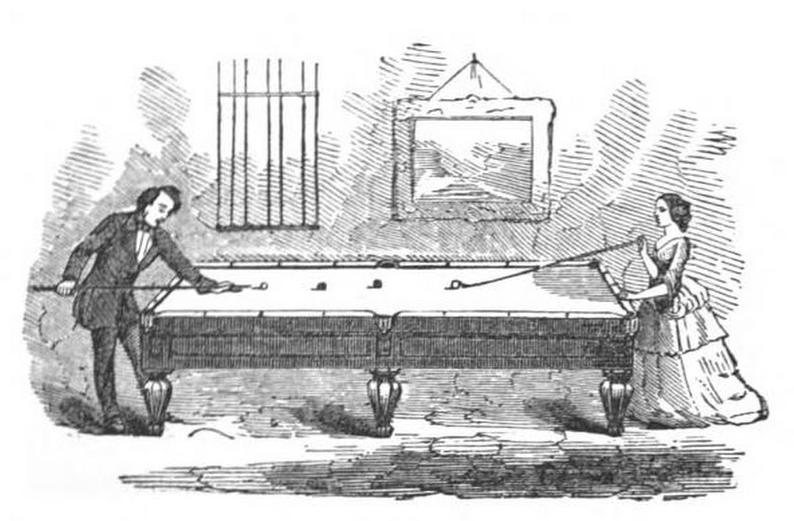
Illustration eines Mannes der mit einem Queue spielt, die Frau jedoch noch mit dessen Vorläufer (Mace), einer Art Keule. Aus Michael Phelans Buch The Game of Billiards(1859).

“Mingaud quietly advanced, took up [the cue] and struck the white ball, which, after contact with the red, recoiled upon him. Affecting extreme horror, he dropped the cue, and summoned the waiter, to whom he explained that when he had pushed a ball forward it ran backwards. The spectators were incredulous, and, in reply to their entreaties, Mingaud attempted another stroke, but with the same result. The balls were seized and condemned as ‚tormented by a devil‘,…”

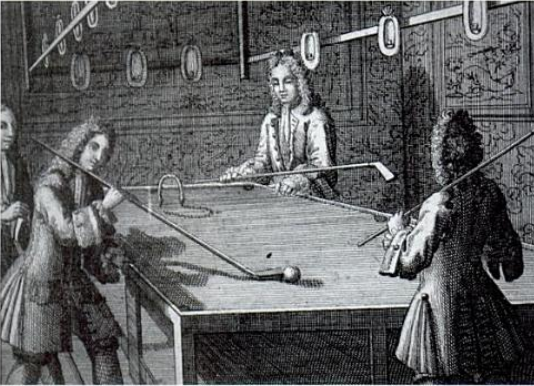
Mace – keulenartiger Vorläufer des modernen Queues

„Mingaud schritt ruhig voran, nahm (seinen Queue) auf und stieß den weißen Ball, welcher, nachdem er den Roten traf, wieder auf ihn zurückprallte. Dies rief extremes Entsetzen hervor, er ließ seinen Queue fallen, rief den Kellner, dem erklärte er, dass, wenn er den Ball nach vorne stieß, er wieder zurücklief. Die Zuschauer waren ungläubig, und, als Antwort auf ihr Bitten, versuchte Mingaud einen weiteren Stoß, aber mit demselben Ergebnis. Die Bälle wurden beschlagnahmt und als „vom Teufel besessen“ verurteilt,…“

## Veröffentlichungen

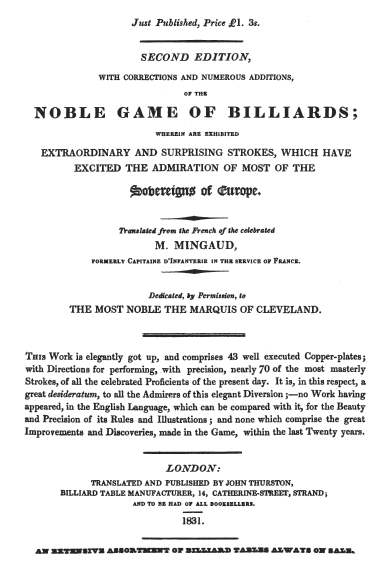
Würdigungsseite aus John Thurstons Buch The Noble Game of Billiards, 1831, 2. Ausgabe, Übersetzung von Mingauds französischer Abhandlung Noble Jeu de Billard, 1827

1827 publizierte Mingaud, in Paris, sein Buch  mit dem Titel „Noble Jeu de Billiard – Coups extraordinaires et surprenans.“ (Das noble Spiel des Billards. Außerordentliche und überraschende Stöße) Es enthält 43 Bilder auf Kupferplatten und 70 Anleitungen zur Durchführung von Stößen. Ein einzelnes dieser Bilder auf Kupferplatten wird heute (Stand: Juli 2013) für 12.000 € gehandelt.
Um etwa 1829/30 herum wurde dieses Buch von dem englischen Billardtischhersteller John Thurston ins Englische übersetzt und veröffentlicht. Der englische Titel lautet: The Noble Game of Billiards; Extraordinary and surprising strokes which have excited the admiration of most of the Sovereigns of Europe.

## Tod und Gedenken
Er starb 1847, sein Grab befindet sich auf dem Kirchhof von Kralingen-Crooswijk, einem Vorort von Rotterdam.
Im Spanischen ist „Mingo“ die umgangssprachliche Bezeichnung des roten Balls beim Karambolage. Er wurde zu Ehren Mingauds nach ihm benannt.
In den 1990ern begann Cees Sprangers über die „verlorenen Mysterien“ Mingauds zu erforschen. Seine Ergebnisse resultierten in einem Essay, welches in dem 1994 von Victor Stein und Paul Rubino veröffentlichten Buch Billiard Encyclopedia erschien. Er zeigte viele Details von Mingauds Leben auf, einschließlich seines Vornamens, konkretisiert seine persönliche Geschichte und gibt zu einem großen Teil Informationen über seine Rolle bei der Erfindung der Pomeranze.